# Здание Санкт-Петербургского горного института
Здание Санкт-Петербургского горного института — здание Горного института в Санкт-Петербурге.
Историческое здание в стиле позднего александровского классицизма, построенное в 1806—1811 годах по проекту архитектора А. Н. Воронихина для размещения Горного кадетского корпуса.

## История и архитектура здания
В 1773 году в Санкт-Петербурге было основано Горное училище, которое первоначально разместилось в выкупленных у графа П. Б. Шереметева двух зданиях, находящихся на Васильевского острове у набережной Невы. Позднее для училища выкупили ещё два дома.
В декабре 1804 года училище было преобразовано в Горный кадетский корпус, для которого начали возводить комплекс новых зданий по проекту А. Н. Воронихина. Парадный южный фасад главного здания оформлен мощным двенадцатиколонным портиком дорического ордера. Воронихин в этом проекте вдохновлялся архаическим «ордером Пестум»: конические колонны установлены на ступенчатом подиуме без баз, как в южно-италийских храмах в Пестуме. Лапидарную мощь, свойственную эстетике архитектуры александровского времени, усиливают две скульптурные группы, фланкирующие фасад здания: «Поединок Геракла с Антеем» работы С. С. Пименова и «Похищение Прозерпины» В. И. Демут-Малиновского. Скульптуры выполнены из зернистого серовато-золотистого пудостского травертина без проработки мелких деталей, что ещё более подчёркивает суровость образа, ассоциирующегося с горным делом.
В настоящее время оригиналы статуй демонтированы и разобраны. На их месте установлены современные копии.

Современный вид здания
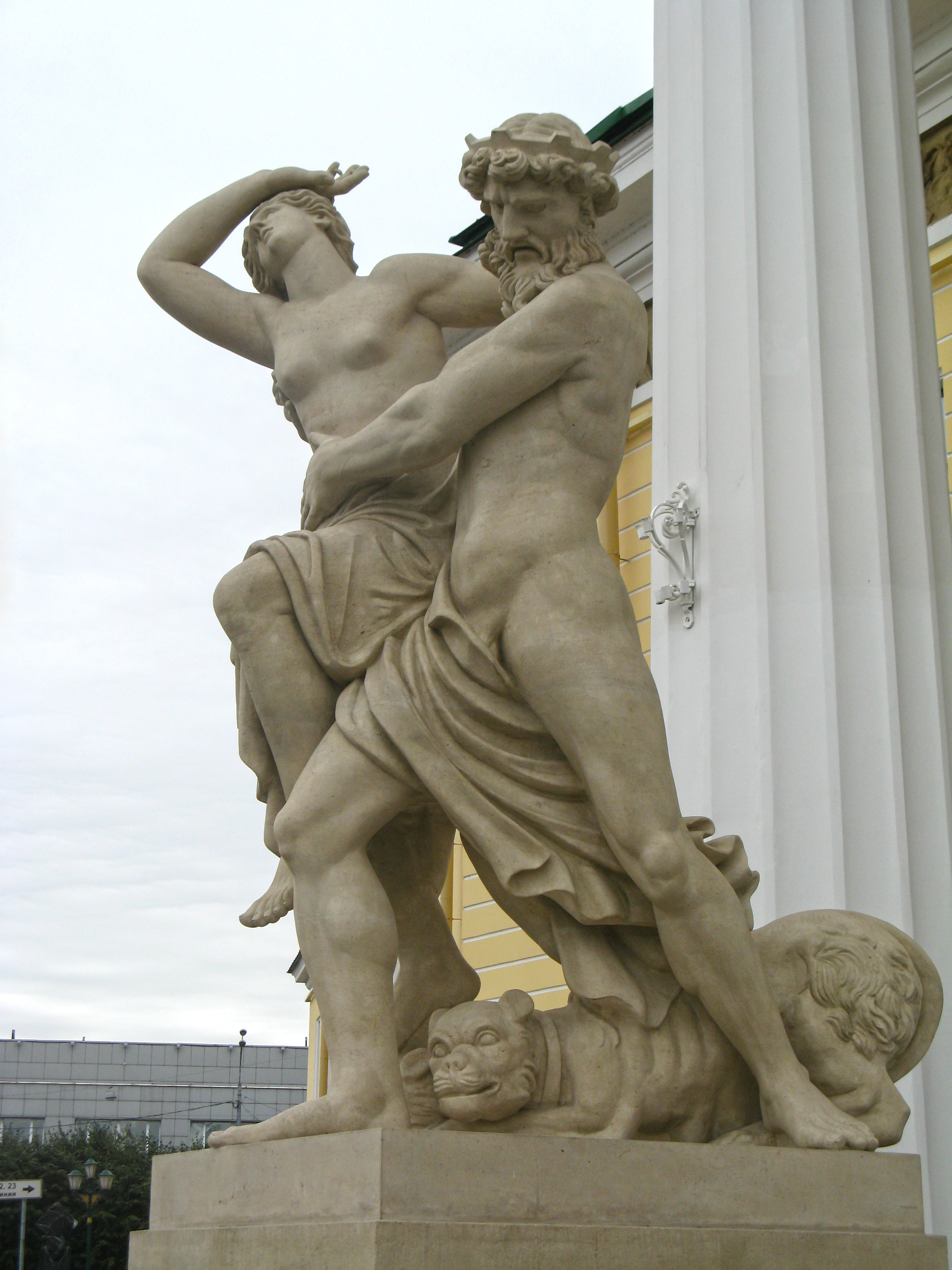
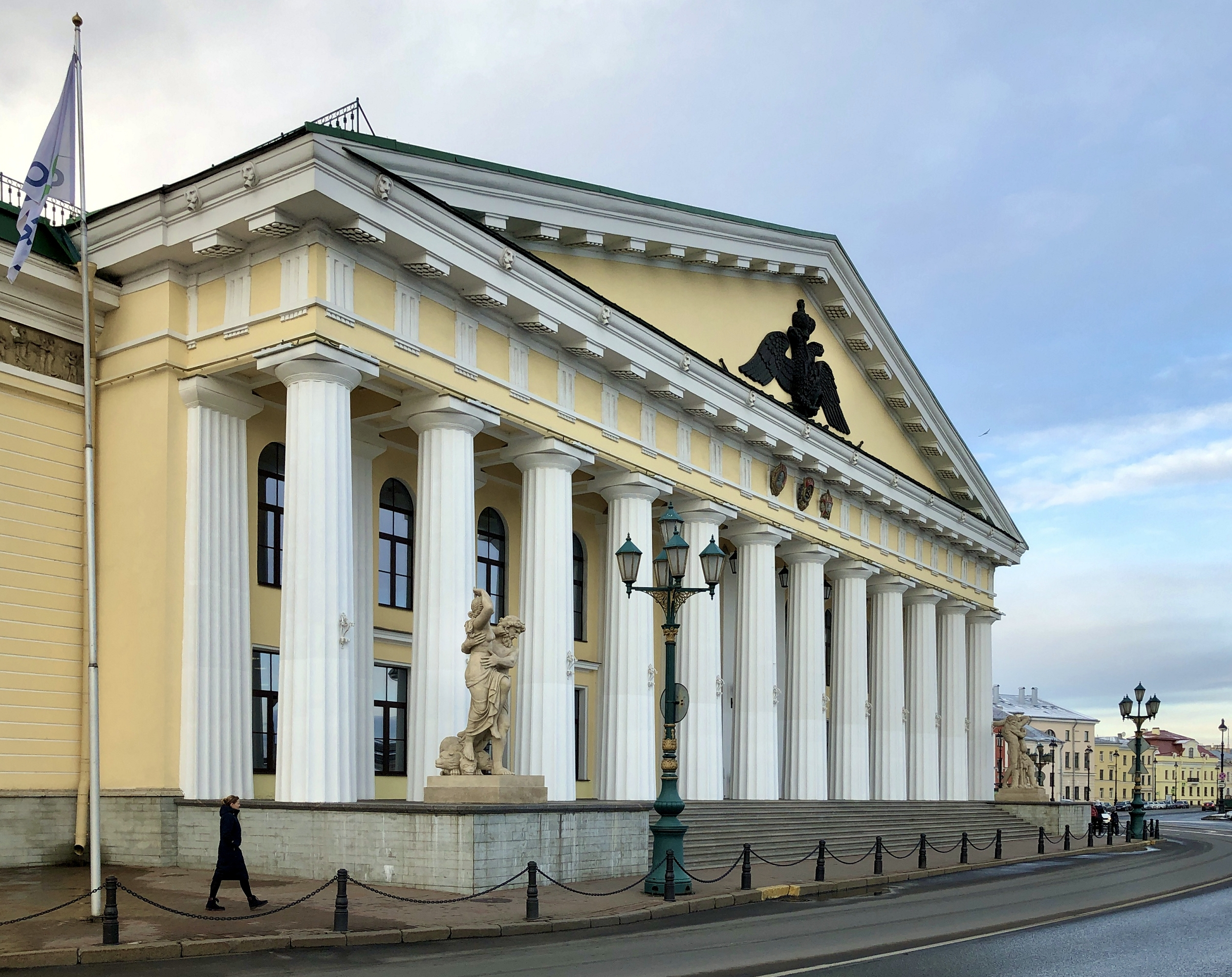
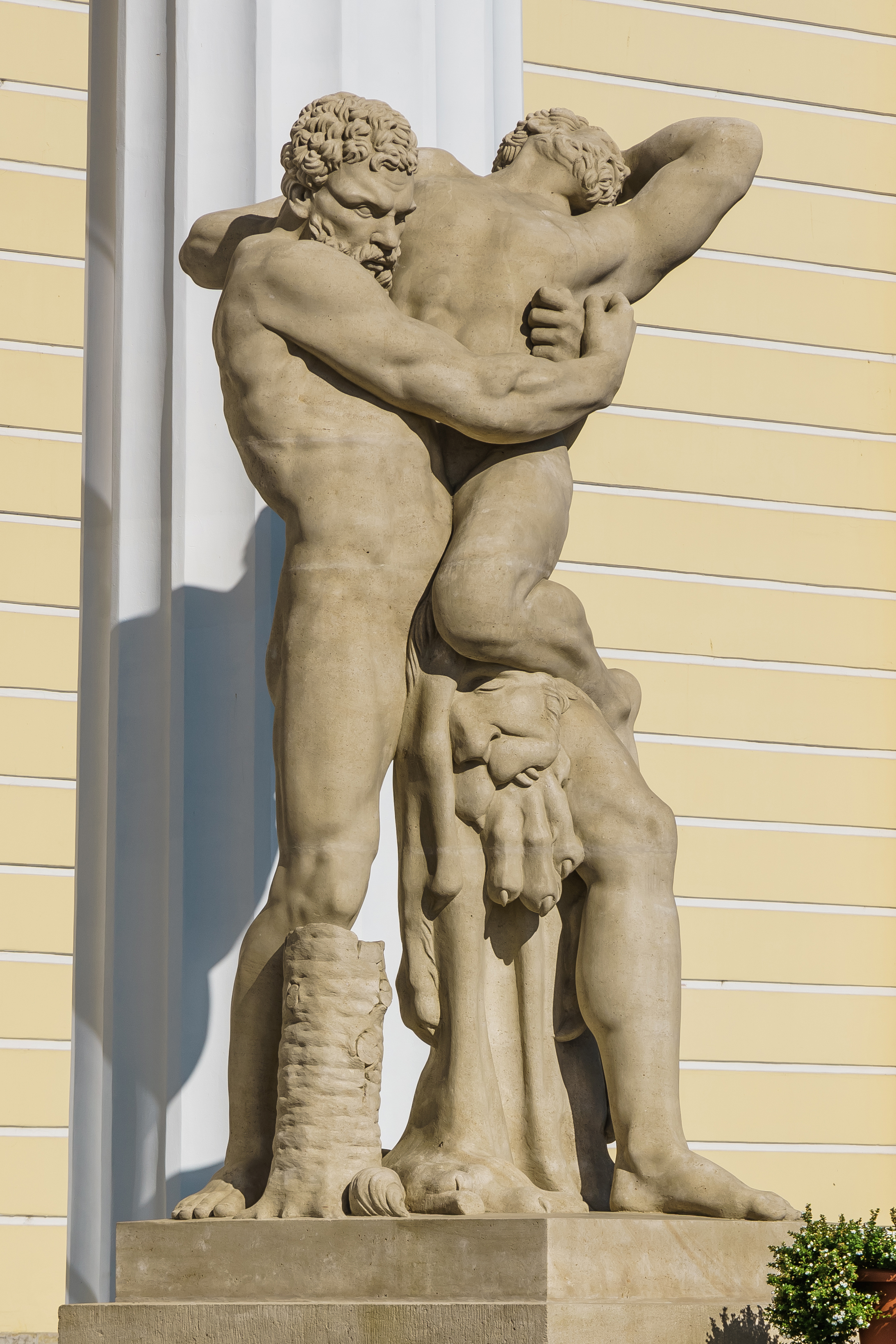

В 1834—1866 годах здесь находился Институт корпуса горных инженеров, в 1866—1896 годах — высшее техническое учебное заведение Российской империи Горный институт.
Просуществовавший до 1917 года Горный институт, после Октябрьской революции стал называться Петроградским, а с 1924 года — Ленинградским горным институтом.
В настоящее время в здании располагается Санкт-Петербургский горный университет, также в нём находится Горный музей — третья по величине естественно-научная экспозиция мира.

## Описание

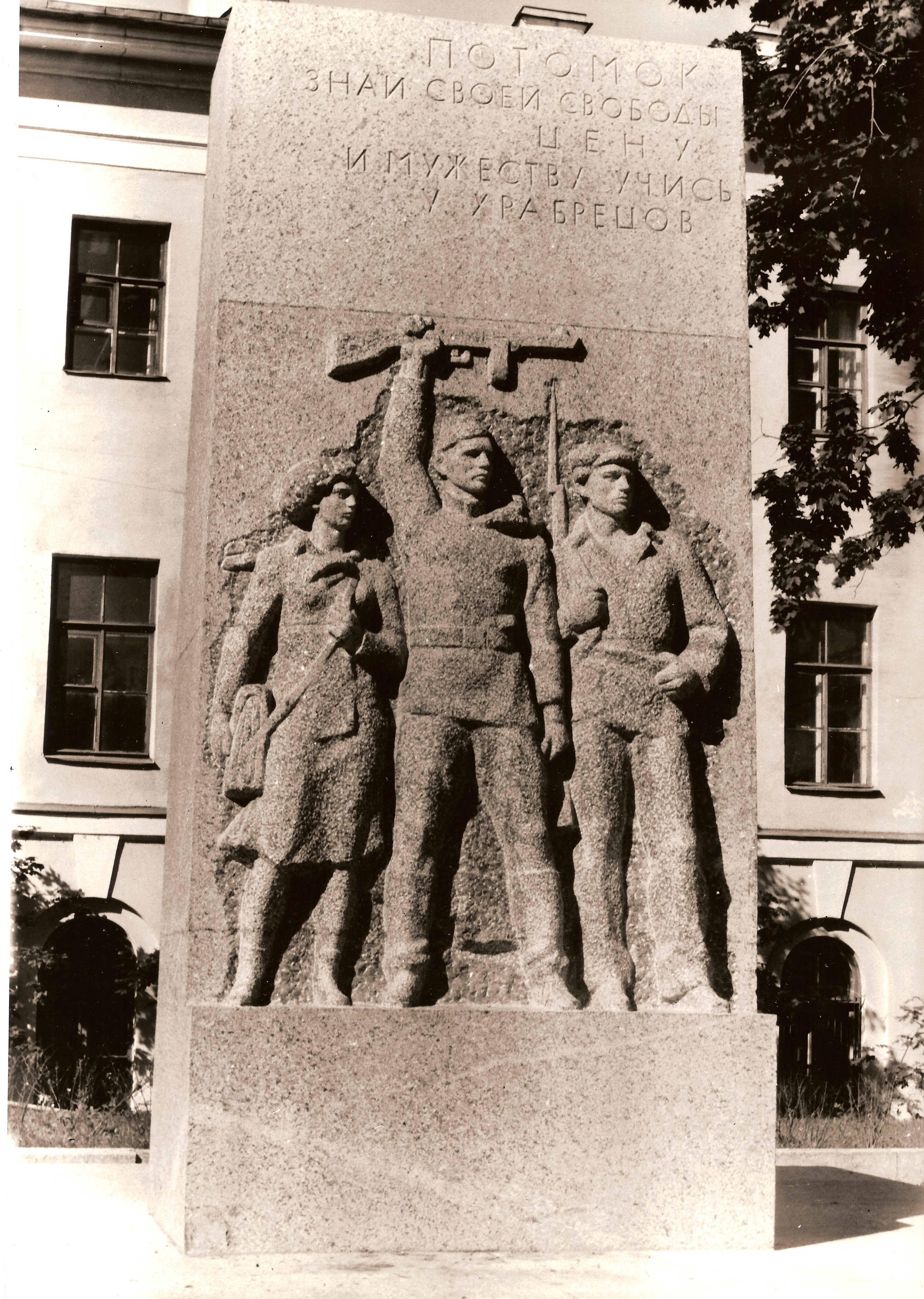
Памятник студентам и преподавателям

В настоящее время это комплекс из пяти зданий с главным корпусом, с 12-колонным дорическим портиком обращён к Неве. Парадный вход венчает треугольный фронтон с фризом: до революции его украшал двуглавый орел, в советское время — серп и молот, в настоящее время — снова двуглавый орёл.
В дополнение к двум скульптурным группам по краям широкой парадной лестницы стены здания украшены скульптурными барельефами — «Венера приходит к Вулкану за военными доспехами Марса» и «Аполлон приходит к Вулкану за изготовленной для него колесницей» работы Демут-Малиновского. Корпуса на внутренней территории институтского комплекса — классный, лабораторный, столовый и офицерский — спроектированы архитектором А. И. Постниковым; также имеется английский сад с пейзажной планировкой, вход в который украсили скульптуры сфинксов.
Внутри здания особенно выделяются Колонный зал, Малахитовый зал и Зал кариатид, отделка которых была выполнена также А. И. Постниковым. В оформлении Колонного зала принимал участие живописец Джованни Батиста Скотти.
Во внутреннем дворике установлен памятник студентам и преподавателям Горного института, погибшим на фронтах Великой Отечественной войны и в блокаду Ленинграда.
В настоящее время здание Горного института входит в Единый государственный реестр объектов культурного наследия России (памятников истории и культуры федерального значения).